# ジム・レヴァートン
ジム・レヴァートン（Jim Leverton、1946年 - ）は、イギリスのミュージシャンである。、イングランド・ケント州ドーバー出身。その活動は、ジミ・ヘンドリックス・エクスペリエンスのノエル・レディング、スティーヴ・マリオット、ブロードウィン・ピッグらのサイドマンとして、そしてカンタベリー・ロックのバンド、キャラヴァンのメンバーとしてなど多岐にわたる。

## 略歴

### 初期
1964年にイギリス海峡を望む港町・フォークストンで学校を卒業した後、レヴァートンは見習いの職人としてしばらく過ごしたが、自分の将来がミュージシャンであると決心するまでそれほど長くはかからなかった。1960年代初頭までには、すでに「The Big Beats」（1962年-1963年）を含む、ドーバー周辺で活動するセミプロのビート・グループで働いていた。
1964年までに彼はフルタイムで音楽の仕事をする準備ができており、レヴァートンの友人だったノエル・レディングがギターで参加していたフォークストンのバンド、「ザ・バーネッツ (The Burnettes)」に加わった。彼らは2枚のシングルを発表し、18ヵ月後に解散した。レヴァートンは間もなくしてノエル・レディングと一緒に別のバンドに参加した。以前は「The Lonely Ones」として活動していた「The Loving Kind」 (1965年–1967年)である。彼らは、マーヴィン・ゲイの「Ain't That Peculiar」のカバーを含むシングル3枚をパイ・レコードからリリースした。レディングはジミ・ヘンドリックス・エクスペリエンスに参加するためにバンドを脱退したが、「The Loving Kind」はその後もしばらく活動した。また、レヴァートンはトム・ジョーンズ、ギルバート・オサリバン、エンゲルベルト・フンパーディンクのセッション・ミュージシャンとして働いた。
レディングが新バンド「ファット・マットレス (Fat Mattress)」（1968年-1970年）を結成したとき、ニール・ランドン（ボーカル）とエリック・ディロン（ドラム）と共にレヴァートンも再び集結した。バンドはアメリカをツアーし、2枚のアルバムをリリースした。

### その後のキャリア
レヴァートンは「ジューシー・ルーシー」（1971年）に加入したが、アメリカ・ツアーの後に数ヶ月の休息をとるため脱退した。彼はすぐ仕事に復帰し、今度は「エリス」（1972年）と仕事することとなった。元ラブ・アフェアーのボーカリストであったスティーヴ・エリスが率いるバンドで、そこにはキーボード奏者のズート・マネーも加入していた。次に、ミラー・アンダーソン率いる「ヘムロック」（1972年-1973年）で2年にわたり演奏した。彼らのアルバム『ヘムロック』は、1973年にデラム・レコードからリリースされ、バンドはイギリス、ヨーロッパ、アメリカをツアーした。
彼は生涯の友となるヘンリー・マッカローのソロ・アルバムに取り組むために活動した。アルバム『ブギー・ブラザーズ』を発表した「サヴォイ・ブラウン」（1974年）に加入してアメリカをツアーする前に、歌手のフランキー・ミラーともギグを行った。1975年、再びズート・マネーが在籍する「ジョー・ブラウン & ザ・ブルヴァーズ」（1976年-1977年）に参加する前には、レオ・セイヤーのバンドと同じ時を過ごした。
1978年に、スティーヴ・マリオットが、長年の友人であるジョー・ブラウンのギグの1つを訪ねた。彼はベース奏者/ボーカリストを探しており、レヴァートンの演奏を聴き、レヴァートンとブラウンに対して「スティーヴ・マリオット & ブラインド・ドランク」に参加するよう要請した（1978年-1979年）。それは1991年にマリオットが死に至るまでの、長い仕事上の関係の始まりであった。マリオットとレヴァートンは一緒に、「スティーヴ・マリオット & パケット・オブ・スリー」（1980年-1991年）を含む、マリオット率いるバンドに連続して共演した。レヴァートンも参加したアルバム『The Legendary Majik Mijits』は、マリオットとロニー・レインによってレコーディングされ、2000年にリリースされた。現在も数多くの共演ライブ・アルバムを聴くことができる。
1990年代になって、レヴァートンは一時的に再結成した「ブロードウィン・ピッグ」に参加し、その後、1992年からロリー・ギャラガーと共演した。それからついにジェフリー・リチャードソンと出会った。2人は長く続き成功し続けたギグにおけるパートナーシップをスタートし、1996年にファースト・アルバム『Follow Your Heart』をレコーディングした。その間の1995年に、1970年代初頭から「キャラヴァン」と活動していたリチャードソンは、レヴァートンにバンド加入を提案した。

### 現在
レヴァートンはケント州で、「キャラヴァン」や「ザ・ブルー・デビルズ (The Blue Devils)」との演奏を続けている。また、アンディ・ニューマーク（ドラム）、クリス・ゴッデン（ギター）、マルコム・バーナード（ボーカル）、ジェフリー・リチャードソン（ヴァイオリン）と共に「ロッキー・アンド・ザ・ネイティヴ (Rocky and the Native)」を結成してベースを演奏しており、デビュー・アルバム『Let's Hear It For the Old Guys』（2013年）をプロデュースした。

## ディスコグラフィ

### ソロ・アルバム
- Bright New Way (2005年)

### ジム・レヴァートン & ジェフリー・リチャードソン
- Follow Your Heart (1995年)
- Poor Man's Rich Man (2003年)
- End of the Pier Show (2006年)[12]

### キャラヴァン
- 『ヘイスティングスの戦い』 - The Battle of Hastings (1995年)
- 『アンオウソライズド・ブレックファスト』 - The Unauthorized Breakfast Item (2003年)
- Nowhere to Hide (2003年) ※ライブ・アルバム
- With Strings Attached (2003年) ※ライブ・アルバム
- Paradise Filter (2013年)

### 参加アルバム
- ファット・マットレス: 『ファット・マットレスへの期待』 - Fat Mattress (1969年)
- ファット・マットレス: Fat Mattress II (1970年)
- ジューシー・ルーシー: 『ゲット・ア・ウィフ・ア・ディス』 - Get a Whiff a This (1971年)
- エリス: 『ライディング・オン・ザ・クレスト・オブ・ア・スランプ』 - Riding on the Crest of a Slump (1972年)
- ヘムロック: 『ヘムロック』 - Hemlock (1973年)
- サヴォイ・ブラウン: 『ブギー・ブラザーズ』 - Boogie Brothers (1974年)
- ヘンリー・マッカロー: 『マインド・ユア・オウン・ビジネス』 - Mind Your Own Business (1975年)
- スティーヴ・マリオット: Packet of Three: Live (1993年) ※ライブ・アルバム
- スティーヴ・マリオット: Dingwalls 6.7.84 (1998年) ※ライブ・アルバム
- スティーヴ・マリオット & ロニー・レイン: The Legendary Majik Mijits (2000年)
- Rocky and the Natives: Lennon Bermuda (2012年) ※ジョン・レノンのトリビュート・アルバム。「Tight A$」で参加
- Rocky and the Natives: Let's Hear It For the Old Guys (2013年)